# Graptemys barbouri
La tortuga mapa de Barbour (Graptemys barbouri) es una especie de tortuga acuática de la familia Emydidae originaria de América. Es endémica de la región oriental de Estados Unidos. Se encuentra en diferentes ríos ubicados en Florida, Georgia y Alabama. Principalmente se alimentan de moluscos, insectos y pequeños peces que habitan en ríos. Su nombre es en honor al herpetólogo americano Thomas Barbour.

## Descripción
Miden un promedio de 9 a 14 cm. Mientras que las hembras pueden llegar a unos 32 cm y tienen la cabeza más grande. El caparazón de estas tortugas posee unas estructuras en forma de sierra en la segunda, tercera y cuarta vértebra, éstas son muy notables en los machos y asemejan una aleta dorsal. Para diferenciar el género de las tortugas, (masculino o femenino), tenemos que dar la vuelta a las tortugas, es decir ponerlas boca arriba y, si el dibujo es estriado, es macho y, si es redondeado es hembra.

## Tenencia
Ser propietario de tortugas mapa de Barbour es ilegal en Georgia, Míchigan y Alabama. En Florida hay un límite de dos tortugas por persona.